# Rio Burdea (Valea Roşie)
O Rio Burdea é um rio da Romênia, afluente do Rio Valea Roşie, localizado no distrito de Covasna.